# Exodus
Kniha Exodus (z řeckého ἔξοδος exodos vyjití), hebrejsky שְׁמוֹת‎, Šemot („jména“), označovaná někdy též jako 2. kniha Mojžíšova, je druhá kniha Tóry neboli Pentateuchu a zároveň i Starého zákona. Kniha vypráví o odchodu Izraelitů z Egypta pod vedením Mojžíše, jejich putování pouští na cestě do Zaslíbené země a přijetí desatera na hoře Sinaj.

## Název knihy
Hebrejský název knihy שמות‎ (šemot, jména) pochází z incipitu knihy, jenž zní: „Toto jsou jména…“ Řecký název Exodos, později přejatý do latiny jako Exodus, se poprvé objevuje v Septuagintě a označuje obsah knihy, tj. vyjití (ἔξοδος exodos) Izraelitů z Egypta.

## Obsah knihy
Kniha Exodus se skládá ze dvou velkých částí. První z nich (kapitoly 1–18) je výpravná a pojednává o útisku Izraelitů v Egyptě, o jejich vysvobození Hospodinem prostřednictvím Mojžíše za pomoci deseti egyptských ran, o přechodu Rudým mořem a o první části putování pouští. Druhá část (kapitoly 19–40) se zabývá pobytem Izraele pod horou Sinaj a zákony, které tam Izrael obdržel (tato sinajská perikopa prochází celou knihou Leviticus a končí až 10. kapitolou knihy Numeri).

### Vyjití z Egypta (1–18)
Tato část obsahuje popis konstitutivních událostí izraelského národa. Bylo to zde, kdy si podle biblického podání a chápání i pozdějších biblických knih Bůh z izraelského lidu učinil „svůj lid“ a kdy začal plnit přísliby patriarchům. Spadají sem velmi známé příběhy o Mojžíšově narození, o tom, jak byl vložen do rákosového košíku a vyloven faraonovou dcerou, o snaze Mojžíše přesvědčit faraona, aby propustil izraelský lid, o deseti egyptských ranách, kterými Bůh Egypt stíhal za držení izraelitů v otroctví, o pesachové večeři (s ustanovením svátku Pesachu neboli Velikonoc), pobití všech prvorozených v zemi a vyjití z Egypta, o přechodu Rudého moře suchou nohou. V první části putování pouští směrem k hoře Sínaj se vypráví o zázračném seslání many a křepelek nebo o vytrysknutí vody ze skály pro žíznící a reptající lid.
Kniha Exodus zmiňuje přechod Rákosového moře dvakrát odlišným způsobem. Výsledný text se překrývá. První verze pochází z Kněžského kodexu: v této verzi příběhu Mojžíš zvedne hůl nad moře, a to se rozdělí, takže uprostřed je suchá cesta. Ve chvíli, kdy Mojžíš a jeho lid přejdou na druhý břeh, moře se znovu zalije a pohřbí egyptskou armádu. Druhou verzi vypráví jahvistická tradice: v této verzi jsou Hebrejové na cestě k Rákosovému moři zastaveni vojskem, které se dostane blíže k moři; mezi oba tábory se však postaví Hospodinův oblak, který zamezí jejich přiblížení. V noci žene Hospodin moře silným východním větrem a v nastalém zmatku nasměruje egyptské vojáky do moře, v tom se voda vrátí zpět a vojáky pohltí. Smysl obou verzí je stejný: exodus je Hospodinovo dílo spásy a záchrany hebrejského lidu.

### Putování pouští a hora Sínaj (19–40)
Stěžejními událostmi druhé části Exodu je příchod k hoře Sínaj a darování Tóry. Mojžíš vystupuje k Bohu na horu, kde dostává tzv. desky zákona, které obsahují první verzi desatera (Ex 20). Na toto vyprávění navazuje popis a obsah tzv. Knihy smlouvy (Ex 20,22–23,33) a řada zákonů týkajících se stavby stánku úmluvy.
Vyprávění o událostech pod horou Sínaj obsahuje také známou epizodu o nevěře Izraelitů, kdy si Izraelité pod vedením Áróna ulili zlaté tele a klaněli se mu jako svému Bohu. Po tomto porušení smlouvy (velmi podobném události za prvního izraelského krále Jeroboáma I. na přelomu 10. a 9. století, viz 1 Král. 12,25-30) Mojžíš rozbíjí desky zákona. Lid je potrestán, Mojžíš znovu vystupuje na horu, dostává nový opis zákona a smlouva mezi Bohem a Izraelem je obnovena. Exodus končí vyprávěním o vybudování přenosné svatyně podle Božích příkazů.

## Historicita a vznik knihy
Autorství knihy se tradičně připisuje, stejně jako zbytek Pentateuchu, Mojžíšovi, avšak v současnosti se většina odborníků shoduje na tom, že kniha je dílem či redakční prací neznámých autorů, kteří knize vštípili její konečnou podobu. Mojžíšovo autorství zastávají kromě ortodoxních židů i někteří evangelikální křesťané.
V knize Exodus najdeme několik samostatných bloků. Události popisované v prvním bloku (1–18) obsahují často mnoho lidových prvků, jejichž původ můžeme někdy částečně vystopovat, např. motiv ohrožení narozeného Mojžíše sleduje legendu o asyrském panovníku Sargonovi I., popisování egyptských ran je pravděpodobně bohatým rozvinutím motivu Božího soudu nad pohanskými národy (nebo i nad samotným Izraelem, viz Am 4,6n.). Jedná se o rozvinutí starých tradic, jejichž jádro se zakládá na skutečných událostech, i když je dnes již těžké povahu a rozměr těchto událostí rozpoznat.
Druhý samostatný blok putování pouští, který po sinajské perikopě pokračuje v druhé polovině knihy Numeri, obsahuje vyprávění často stará. Staré jsou především úryvky týkající se oázy Kadeše, které obsahují prvky legislativního uspořádání a konkurují tedy sínajské smlouvě. Kádešská tradice obdržení zákona či jeho vyhlášení je pravděpodobně starší než sínajská, avšak v rámci biblického vyprávění ustoupila do pozadí.
Třetí samostatný blok je celá sínajská perikopa (Ex 19–Num 10,10). Ta sestává především z textů Kněžského kodexu (P) a několika textů Deuteronomisty (D), obsahuje však i materiály starší a nezávislé, např. Knihu smlouvy. Pramenu P se připisují především vyprávění o teofanii a kultovní zákony pojednávající o stavbě a vybavení stánku (které odpovídá stavbě a vybavení druhého jeruzalémského chrámu), pramenu D pak desatero a vyprávění o porušení a obnovení smlouvy.

## Teologie knihy
Základní strukturu knihy Exodus tvoří dvě stěžejní události: vyjití z Egypta a smlouva na Sínaji.
Vyjití z Egypta zahrnuje vyprávění o pesachové večeři, které zdůrazňuje boží milost a moc a jeho zásah ve prospěch svého lidu a také vysvětluje podstatu velikonočního svátku, který se od té doby slaví. Pesach a vyvedení Izraele z Egypta se pro židovství stalo jednou ze stěžejních událostí dějin. Pravidelný každoroční svátek ustanovený na jeho památku má za úkol připomínat velké boží skutky, které Bůh vykonal pro svůj lid, a posílit naději, že Bůh svůj lid neopustí a i nadále se bude o něj starat a bude pro něj konat podobné zásahy[zdroj⁠?!].
Smlouva na hoře Sínaj a darování zákona je smyslem vyjití z Egypta. Zde pod dojmem velkých božích skutků lid přijal Hospodinovu svrchovanost a zavazuje se jej ctít jako svého jediného Boha. V tomto smyslu to bylo právě zde, kde „vznikl“ vyvolený boží národ, neboť právě zde se z něj stal boží lid. Kromě toho zde Izrael dostal zákon, který řídil a stále řídí jeho každodenní život.
Jedna z klíčových teologických výpovědí knihy Exodus je zjevení Božího jména: JHWH. Jméno je vyloženo pomocí slovesa „být“: „JSEM, KTERÝ JSEM.“ (Ex 3,14), hebrejsky „´ehjé ašer ´ehjé“. Jméno podle teologů vypovídá o vztahu Boha k Izraeli; hebrejské „hajá“, „být“ je pojem dynamický, s významem existovat, být ve vztahu. Jméno JHWH se vyslovuje Jahve.